# Альвеоляты
Альвеоля́ты (лат. Alveolata) — клада протистов, объединяющая ряд таксономических групп, в том числе инфузорий, споровиков и динофлагеллят.

## Характеристики
Наиболее заметной общей характеристикой является наличие кортикальных (наружных) областей, альвеол (мешочков). Это сплющенные везикулы (мешочки), упакованные в сплошной слой под мембраной и поддерживающие его, обычно образуя гибкую плёнку (тонкую кожу). У динофлагеллятов они часто образуют броню. Альвеоляты имеют митохондрии с трубчатыми кристами (хребтами), а их жгутики или реснички имеют четкую структуру. Почти все секвенированные митохондриальные геномы инфузорий и апикомплексов являются линейными. Митохондриальный геном Babesia microti является круглым. Этот вид также теперь не принадлежит ни одному из родов Babesia или Theileria, и для него должен быть выделен новый род. 

## Таксономия
Представление о наличии общности перечисленных выше групп сформировалось в конце 1980-х годов. Наличие такой общности было подтверждено в 1991 году методами молекулярной филогенетики — путём сравнения первичных последовательностей нуклеотидов нескольких генов рибосомной РНК. В том же 1991 году Т. Кавалье-Смит дал и формальное описание таксона Alveolata, опираясь на морфологическую синапоморфию: на наличие у представителей данного таксона альвеол — уплощённых мембранных цистерн, расположенных непосредственно под клеточной мембраной.
Согласно определению, принятому в рамках «Филокодекса» (Simpson, Leander & Dunthorn, 2020), название Alveolata соответствует наименьшей кроновой кладе, включающей Alexandrium tamarense (динофлагелляты), Tetrahymena thermophila (инфузории) и Toxoplasma gondii (апикомплексы).

## Основные группы
- Инфузории (Ciliophora) — около 8000 видов;
- Апикомплексы (Apicomplexa) — около 4000 видов, в том числе малярийный плазмодий и токсоплазма;
- Динофлагелляты (Dinoflagellata) — около 2500 видов.

## Классификация
В рамках макросистемы живущих организмов, предложенной в 2015 году М. Руджеро с соавторами, система надтипа Alveolata выглядит на верхнем уровне классификации следующим образом:
Надтип Alveolata Cavalier-Smith, 1991 (альвеоляты)
- Тип Miozoa Cavalier-Smith, 1987 (миозои)
  - Подтип Protalveolata Cavalier-Smith, 1991 (протальвеоляты)
    - Класс Colponemea Cavalier-Smith, 1993 (кольпонемеи)

  - Подтип Myzozoa[англ.] Cavalier-Smith & Chao, 2004 (мизозои)
    - Инфратип Dinozoa Cavalier-Smith, 1981 (динозои)
      - Надкласс Perkinsozoa Norén et al., 1999 (перкинсозои)
        - Класс Myzomonadea Cavalier-Smith & Chao, 2004 (мизомонадеи)
        - Класс Perkinsea[англ.] Levine, 1978 (перкинсеи)
        - Класс Squirmidea Cavalier-Smith, 2014 (сквирмидеи)

      - Надкласс Dinoflagellata Bütschli, 1885 (динофлагелляты)

    - Инфратип Apicomplexa Levine, 1970 (апикомплексы)
      - Надкласс Apicomonada Cavalier-Smith, 1993 (апикомонады; кольподеллиды и др.)
      - Надкласс Sporozoa Leuckart, 1879 (споровики)
- Тип Ciliophora Doflein, 1901 (инфузории)